# Anthoxanthum
Genre
Anthoxanthum (les Flouves), est un genre de plantes herbacées de la famille des Poaceae (graminées).

## Description et généralités
Ce genre se distingue par ses fleurs disposées en épi rameux. Chaque épillet est composé de deux valves calicinales inégales, renfermant une seule fleur bivalve ; chaque valve est munie souvent d'une arête dorsale plus ou moins longue. Deux petites écailles obtuses entourent la base des organes sexuels. Il n'y a que deux étamines à anthères oblongues, fourchues à leurs deux extrémités ; un ovaire chargé de deux styles, terminés par des stigmates allongés et velus.

## Exemples
L'espèce la plus commune de ce genre est la Flouve odorante (Anthoxanthum odoratum). Cette graminée croît par touffes dans les prés, et de préférence dans les prés secs et sablonneux, ainsi que sur les pelouses, les lieux élevés et montueux, sur le bord des chemins, le long de la lisière des bois. Elle fleurit de bonne heure au printemps, et se renouvelle pendant une partie de l'été. Ses tiges lisses, simples, très droites, ses épis d'un vert-jaunâtre, presque luisants, ses feuilles courtes et planes, donnent à cette plante un port assez agréable ; elle est surtout intéressante par la bonne odeur de ses racines, et par celle de ses autres parties, à mesure qu'elle se dessèche. Cette odeur est d'autant plus pénétrante, que la plante croît sur des hauteurs plus élevées.
Il en existe plusieurs variétés, les unes à feuilles presque glabres et ciliées ; d'autres à feuilles pubescentes et velues. Certaines ont les feuilles très glabres, trois fois plus larges ; les épis longs et touffus.

## Principales espèces
- Anthoxanthum aethiopicum
- Anthoxanthum amarum
- Anthoxanthum alpinum
- Anthoxanthum aristatum
- Anthoxanthum borii
- Anthoxanthum dregeanum
- Anthoxanthum ecklonii
- Anthoxanthum gracila
- Anthoxanthum hookeri
- Anthoxanthum horsfieldii
- Anthoxanthum japonicum
- Anthoxanthum madagascariense
- Anthoxanthum nivale
- Anthoxanthum odoratum
- Anthoxanthum ovatum
- Anthoxanthum pallidum
- Anthoxanthum sikkimense
- Anthoxanthum tongo

## Liste des espèces et sous-espèces
Selon NCBI (30 janv. 2011) :
- Anthoxanthum alpinum
- Anthoxanthum amarum
- Anthoxanthum arcticum
- Anthoxanthum aristatum
- Anthoxanthum monticola
  - Anthoxanthum monticola subsp. alpinum
- Anthoxanthum nipponicum
- Anthoxanthum nitens
- Anthoxanthum occidentale
- Anthoxanthum odoratum
- Anthoxanthum redolens
- Anthoxanthum sp. Forest 861